# 孙墨佛
孙墨佛（1881年—1987年），原名孙鹏南，曾用名孙巍，字云斋、尧天，号眉园、别号天舌山人，又名剑门老人，笔名半翁，男，山东莱阳人，中国书法家、政治人物，中央文史研究馆馆员。与南派书法家苏局仙齐名，有“南仙北佛”之说。

## 家庭
长子孙天牧为中国山水画家、中央文史研究馆馆员。